# Desnudo con gato (Modigliani)
Desnudo con gato  es un dibujo del famoso pintor Amedeo Modigliani,  en el cual se retrata a la poeta Anna Ajmátova.
Durante varios años no se supo quién era la mujer retratada por el pintor. Sin embargo, en el 2008 el rostro de la vate rusa fue reconocido por los investigadores Jorge Bustamante e Irina Ostroúmova, mientras visitaban el museo mexicano Soumaya. Dicha obra pertenecía a la colección privada del gran amigo del pintor, Paul Alexandre, hasta la muerte de este. 
La composición es en realidad sencilla, los trazos son largos y firmes; Modigliani gustaba de realizar bocetos rápidos, como se puede apreciar en este dibujo. La figura de Ajmátova se aprecia poco detallada, con características que nos remontan a los retratos egipcios; con los trazos aún más suaves y poco nítidos de un gato que acentúa la cotidianidad del dibujo y expresa una gran seriedad, así como el simbolismo de la deidad egipcia. 

## El autor y la poeta
Modigliani, pintor italiano perteneciente a las vanguardias pero influenciado por características del impresionismo, ejercía en sus pinceladas una fluidez impresionante, con lo cual se puede intuir la espontaneidad con la que creaba su arte. Y aunque algunas obras se presentan poco cuidadas, perfeccionadas o incluso detalladas, nos permiten observar la seriedad y la pasión con la que el artista se entregaba a sus obras. 
Por su parte, Anna Ajmátova fue conocida por tener una personalidad y espíritu fuera de lo común; por lo cual, más de un artista se inspiró en ella. Su primer matrimonio es en 1910 con el poeta ruso Nikolai Gumiliov, con quien concibe a su único hijo, el famoso historiador Lev Gumiliov. Sus poemas fueron prohibidos muchos años en Rusia y ella fue acusada de traición y deportada; es hasta 1944 que regresa a Leningrado. El estilo representado en los poemas de Ajmátova le permite al lector descubrir la soledad y pesadumbre en la que estaba inmersa la coplista a consecuencia de la revolución rusa. 
La poeta conoció a Modigliani en el año 1910, en París, Francia, mientras visitaba el país durante su luna de miel. Es nombrada como la musa del pintor italiano, debido al fugaz romance que vivieron un año después de conocerse (1911), se considera que alrededor de esta fecha Modigliani dibuja Desnudo con gato. Se estima que hay una colección de dieciséis dibujos, entre desnudos y retratos, en los que Ajmátova es modelo. Actualmente se han encontrado cinco de ellos: dos de ellos se encuentran en el museo que lleva el nombre de la poeta en San Petersburgo ; y un tercero, al que se le dedica este artículo, que se encuentra en el Museo Soumaya. Resulta interesante un poema que la poeta dedicó al pintor:

En la negruzca neblina de París,/ seguro que de nuevo Modigliani/ furtivamente caminará tras de mí./ [...] para mí -su mujer egipcia- él es.../ lo que en el organillo toca el viejo,/ y bajo él todo el rumor de París/ es como el rumor de un mar enterrado [...]
Anna Ajmátova, Poema sin héroe (1940-1965)